# يو هوا
يو هوا (بالصينية: 余華)، أديب وروائي صيني من مواليد 3 أبريل 1960 في مقاطعة هانغتشو أحد مناطق تشيجيانغ.
مارس طب الأسنان لمدة لا تقل عن خمس سنوات ثم تحول إلى كتابة الروايات لأنه «لم يحبذ رؤية أسنان المرضى طيلة اليوم» والكتابة بالنسبة له تعطيه فسحة من الابداع والحرية. نشأ الكاتب يو هوا في أثناء الثورة الثقافية في الصين لذلك نجد كتاباته تصور تجاربه عن هذه الفترة.

## رواياته
- على قيد الحياة
- مذكرات بائع الدماء
- نهر الزمن

## روابط خارجية
- يو هوا على موقع IMDb (الإنجليزية)
- يو هوا على موقع مونزينجر (الألمانية)
- يو هوا على موقع قاعدة بيانات الفيلم (الإنجليزية)